# 휴대용 앙부일구
휴대용 앙부일구(携帶用 仰釜日晷)는 서울특별시 용산구 국립중앙박물관에 있는 조선시대의 휴대용 해시계이다. 1986년 3월 14일 대한민국의 보물 제852호로 지정되었다.

## 개요
앙부일구는 조선 세종 때에 처음 만든 이후 조선시대 말까지 계속해서 제작되었고 가장 많이 만들어진 대표적인 해시계이다. 궁궐이나 관공서 그리고 때로는 양반들이 집에서까지 널리 사용하였으며, 정원에 설치해 놓고 시간을 측정하는 것과 휴대용으로 구분할 수 있다.
정원에 설치하는 것은 대개 받침대 위에 올려 놓게 만들었는데, 청동제와 돌로 깎아 만든 것이 많은 편이고 자기제품도 있다. 이것들은 대체로 아름답고 품위있게 만들었고 조각을 한 돌받침대에 올려 놓는 경우가 많았다. 휴대용은 표면을 반구형으로 오목하게 파고 그 중심에 침을 세우게 되어 있는 간략한 것이 있고, 자석을 붙여 남북을 정확하게 맞춰 시각을 측정하게 만든 정밀한 것의 2종류가 있다.
휴대용 앙부일구(携帶用 仰釜日晷)는 세로 5.6cm, 가로 3.3cm, 두께 1.6cm의 돌로 만들었으며, 서울의 위도를 표준으로 하였다. 또한 제작자의 이름과 제작 연대(1871)가 새겨져 있어 해시계로서의 학문적 가치를 높여준다. 반구형 해시계 면의 직경은 2.8cm이고, 나침반의 직경 1.9cm로 주위에 24방향의 글자가 새겨져 있다. 여기에는 낮 시간과 시각선이 새겨져 있고 24절기와 절기선들도 새겨져 있다.
이런 휴대용 해시계는 만든 솜씨가 뛰어난 매우 드문 유물로 조선시대 과학기기 제작기술의 정밀함과 우수함을 보여주는 귀중한 자료이다.

## 같이 보기
- 앙부일구

## 참고 자료
- 휴대용 앙부일구 - 국가유산청 국가유산포털